# (574) Reginhild
(574) Reginhild – planetoida z pasa głównego asteroid okrążająca Słońce w ciągu 3 lat i 139 dni w średniej odległości 2,25 j.a. Została odkryta 19 września 1905 roku w Landessternwarte Heidelberg-Königstuhl w Heidelbergu przez Maxa Wolfa. Nazwa planetoidy pochodzi od niemieckiego imienia Reginhild (została zainspirowana literami oznaczenia asteroidy [1905 RD] w imieniu ReginhilD). Przed jej nadaniem planetoida nosiła oznaczenie tymczasowe (574) 1905 RD.